# 別府駅商業施設
本項では、かつて別府駅商業施設（べっぷえきしょうぎょうしせつ）と総称されていた、大分県別府市のJR九州別府駅に併設されている以下の商業施設について述べる。
- えきマチ1丁目別府[4][5]
  - B-Passage（旧北名店街）[4]
  - BIS南館（旧南名店街）[4]
- べっぷ駅市場（旧南高架商店街）[6]
- 北高架商店街

また、別府駅にある北駅ビル、南駅ビルについても併せて説明する。これらの施設のうち、北駅ビルはJR九州が運営しており、それ以外はJR九州ビルマネジメントが運営している。
別府駅商業施設になる前の6施設の旧称は別府ステーションセンター（べっぷステーションセンター）で、1966年の完成当時には「日本一の高架下商店街」とも言われていた。

## 施設
- 所在地 - 大分県別府市駅前町12番13号
- 規模（売場面積） - 10,509m2（北駅ビルを除く）
  - 北駅ビル（ヤマダデンキ）のみJR九州の直接管理物件である。

| 街区名                   | 階層    | 売場面積 |
| ------------------------ | ------- | -------- |
| 北高架商店街             | 1 - M2F | ‐        |
| 北駅ビル（ヤマダデンキ） | B1 - 3F | 2,461m2  |
| B-Passage                | 1F      | 約800m2  |
| BIS南館専門店街          | 1F      | 2,467m2  |
| マルミヤストア           | 1F      | 1,850m2  |
| 南駅ビル（駅ビル駐車場） | 1 - 3F  | ‐        |
| べっぷ駅市場             | 1 - M2F | ‐        |

## 営業時間
- えきマチ1丁目
  - B-Passage：9:00-20:00（一部店舗を除く）
    - ファミリーマートは24時間営業[7]

  - BIS南館：10:00-20:00（一部店舗を除く）
    - マルミヤストア：9:30-22:00[8]
- べっぷ駅市場：各店により異なる（およそ17 - 19時ごろまで）。
- 北駅ビル
  - ヤマダデンキテックランド別府駅前店：10:00-21:00

## 沿革
2012年までは別府市に本社を置く「株式会社別府ステーション・センター」が経営していた。同社はかつては第三セクター企業であり、北駅ビル完成までは別府市が株式を保有することになっていたが、2005年の北駅ビル完成に伴い別府市が株式を売却し、JR九州の子会社となった。その後、同社は「大分ターミナルビル株式会社」を経て、2014年に「JR大分シティ株式会社」に社名を変更。この間に、別府駅の商業施設（北駅ビルを除く）の運営は、JR大分シティ株式会社からJR九州ビルマネジメントに移管された。

### 年表
- 1964年（昭和39年）3月26日 - 「別府ステーションセンター」設立[2]。
- 1966年（昭和41年）10月1日 - 「別府ステーションセンター」開業[2]。
  - 1970年頃の核店舗は「渕上丸栄」「平野電機」「豊和銀行」「日本食堂」「近鉄食堂」など。[要出典]
  - 平野電機は1980年に「ミスターマックス」に社名変更後、1999年に撤退。[要出典]
  - 当時の店舗呼称は「南名店街」「北名店街」「南高架商店街」「北高架商店街」と駐車場であった。[要出典]
- 1967年（昭和42年） - 丸栄別府店開店。ユニード別府店、ダイエー別府店等に店名を変更した後、2012年に撤退[13]。
- 1980年（昭和55年）10月 - 駅北自動車整理場に駅ビルを建設する計画が明らかになる[14]。核店舗はトキハ別府店を予定[15]。
- 1985年（昭和60年）6月 - トキハが駅ビル出店断念を表明[16]。
- 1987年（昭和62年）6月 - 「北名店街」一部改装、北名店街「パティオ」がオープン[17]。
- 1988年（昭和63年）
  - 8月 - トキハが駅から徒歩5分の北浜地区へ出店することが正式決定[18]、北駅ビル建設は棚上げされる。[要出典]
  - 12月 - 南駅ビルが完成、「別府駅ビル駐車場」、「別府駅交番」等が入居[19]。
- 1989年（平成元年）3月 - 「南名店街」を全面改装し「BIS南館専門店街」が開業[20]。開店時のキャッチフレーズは「モット遊感ニ。」。[要出典]
- 1995年（平成7年）8月 - コンビニエンス「生活列車別府店」が開業[21]（2005年に「am/pm」化、2010年に「ファミリーマート」に転換）。[要出典]
- 1996年（平成8年）10月 - 「南高架商店街」が「べっぷ駅市場商店街」に名称変更[22][23]。
- 2003年（平成15年）2月 - 新ショッピングモールと駅ビル新設、駐車場増設に伴い「北名店街」の解体工事開始[24]。
- 2005年（平成17年）
  - 1月 - 北駅ビル完成、「ヤマダ電機テックランド別府駅前店」、「駅北駐車場」が入居、後に駐輪場も設置[25][26]。
  - 2月25日 - 「北名店街」跡地に「B-Passage」が開業[27]。[28]。
- 2007年（平成19年）3月 - 別府市が北駅ビルの完成まで保有することになっていた株式を売却[9]、JR九州の子会社となる。
- 2009年（平成21年）7月 - 南駅ビル（別府駅ビル駐車場）の1階商業床を改装、居酒屋2軒が開店。[要出典]
- 2012年（平成24年）
  - 3月31日 - ダイエー別府店が閉店[13]。
  - 9月 - 旧ダイエーの一部を駐車場とする。[要出典]
  - 11月 - マルミヤストア別府駅店が開業[29]。
  - 11月25日 - 株式会社別府ステーション・センターが大分ターミナルビル株式会社に名称変更。アミュプラザ大分の運営を行うことを発表[11]。
- 2016年（平成28年）3月26日 - 「えきマチ一丁目別府」に改称。

## 主要テナント

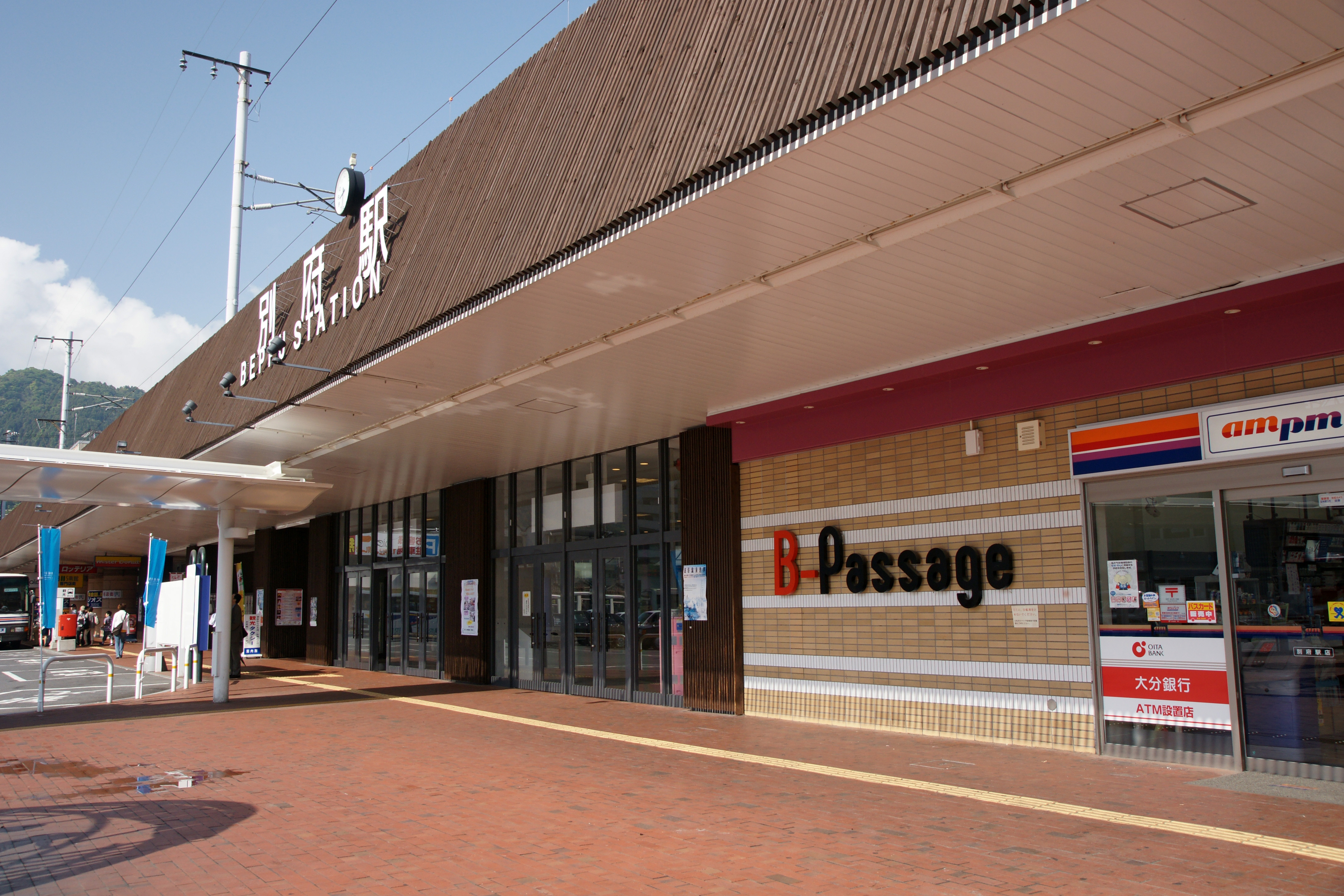
B-Passage、東口側外観

### えきマチ1丁目別府・B-Passage
- 別府銘品蔵
- ファミリーマート別府駅店（旧am/pmの店舗）
- 凡真留是（ボンマルセ）別府駅店
- イタリアントマトカフェ別府駅店
- リトルマーメイド 別府店
- まるにや B-Passage店
- ペット温泉アニマー湯 本店
- ラフィネ別府駅店
- 時計・貴金属のワタナベ
- 豊後茶屋別府店
- ヤマト運輸宅急便受付カウンター
- 別府竹工芸とクラフトショップ ICHIZA[30]

### 北駅ビル
- ヤマダ電機テックランド別府駅前店
- 別府駅北駐車場（ヤマダ電機テックランド別府駅前店契約駐車場）
- 別府駅北駐輪場

### えきマチ1丁目別府・BIS南館

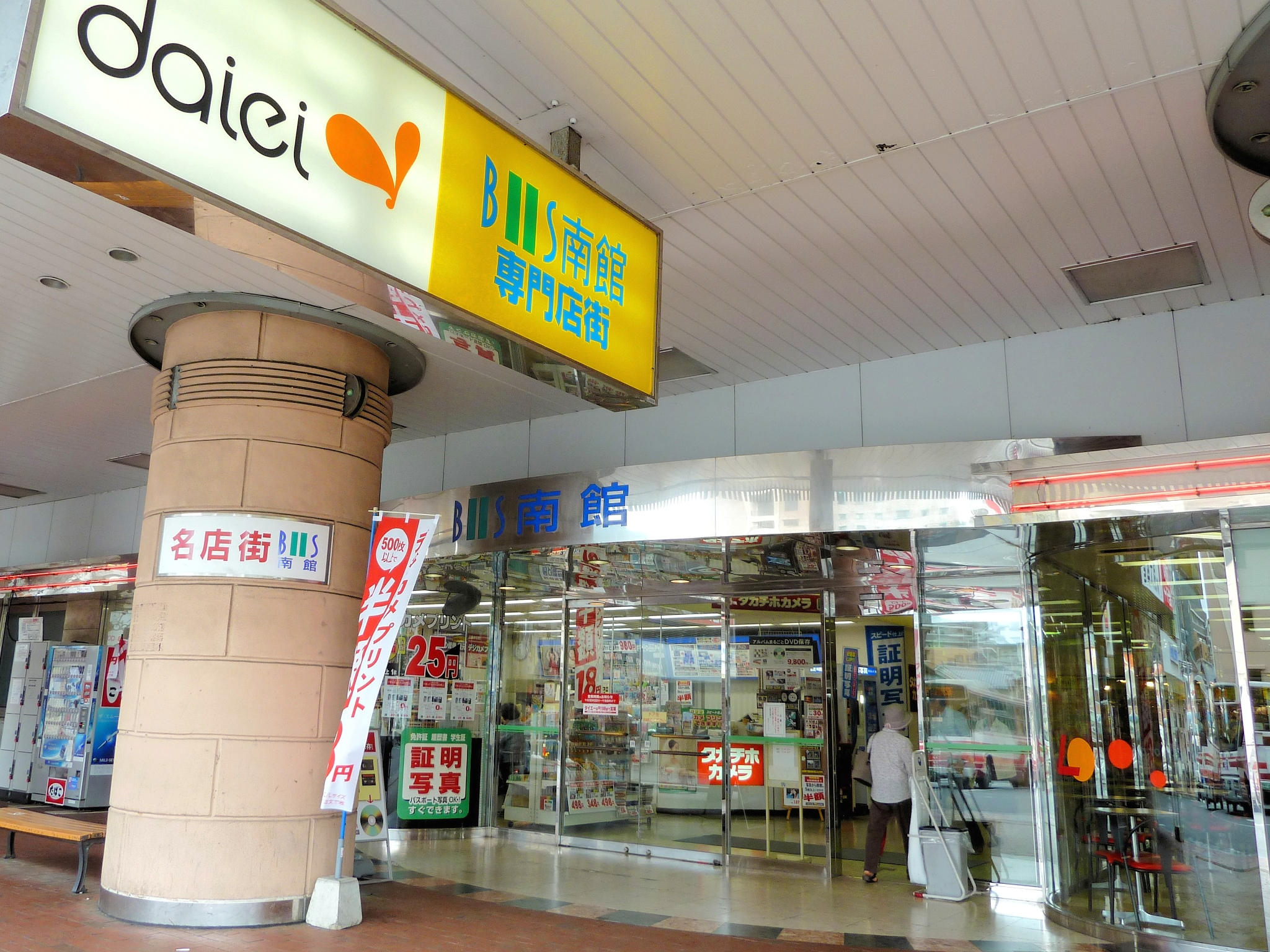
BIS南館 専門店街入口

#### BIS南館専門店街
- 明林堂書店 JR別府店
- ロッテリア別府駅店
- NOVA別府校
- ふゅーちゃーパソコン教室&リンクアカデミー 別府駅前委託校
- コスメティックガーデン アキヨシ
- ホワイト急便 別府駅店[30]
- 催事場

#### マルミヤストア
- マルミヤストア 別府駅店
- フローリストうめづ 別府駅店

### 南駅ビル
- 笑笑 別府東口駅前店
- 大分県警別府警察署別府駅交番
- 別府駅ビル駐車場（別府ステーションセンター駐車場）

### べっぷ駅市場商店街

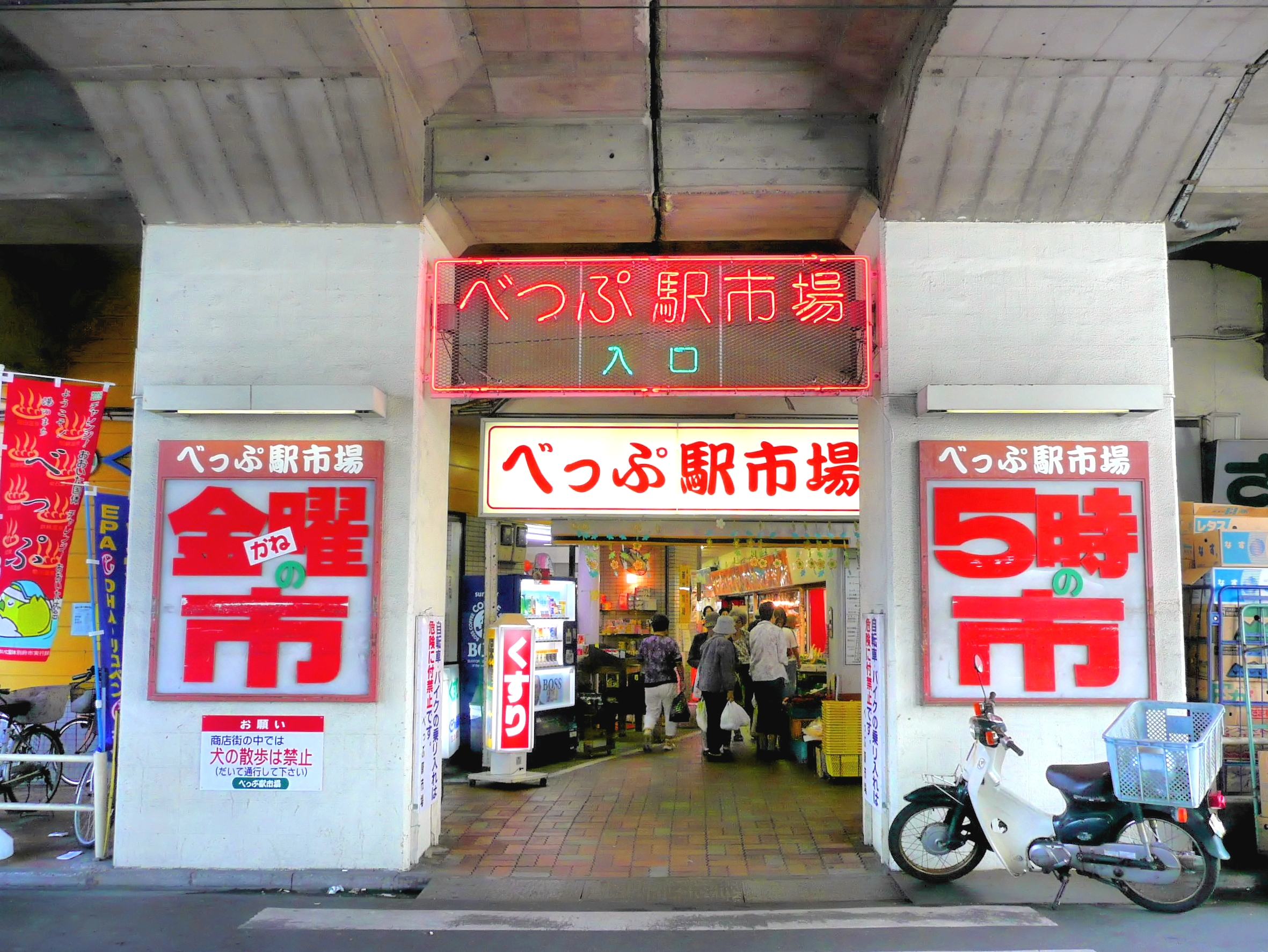
べっぷ駅市場商店街 北側入口

- 野田商店
- さくらい青果べっぷ駅市場店
- まるにや べっぷ駅市場店
- 天野おかず店
- ヒラオペット[31]

### 北高架商店街

#### 北高架商店街（別府駅側）
- HACHI CAFE＋（カフェギャラリー、旧CUE CAFE＋）[要出典]
- HACHI CAFE＋ ヨガスクール（ヨガ教室）[要出典]
- ReNTReC.（中古レコード）[要出典]
- Ontenna（古着）[要出典]
- オニパンカフェ別府店（ベーカリー・喫茶）[要出典]
- rotter（セレクト雑貨）[要出典]
- cocon（美容室）[要出典]
- ステーション喫茶 KEI（喫茶）[要出典]
- 手もみ処にしおか（マッサージ）[要出典]
- 千両（居酒屋・串焼）[要出典]
- みや（居酒屋・寿司）[要出典]
- 和夢（居酒屋）[要出典]
- 美伊（和食）[要出典]
- 十五万石（中華料理）[要出典]
- 雪ん子寿司（軽食・惣菜）[要出典]
- つばめ図書館（児童図書館）[要出典]

#### 北高架商店街（富士見通り側）
- M's Costom Cycle's（バイク）[要出典]
- N040（音楽スタジオ）[要出典]
- Studio Noquudo（貸スタジオ・ギャラリー）[要出典]
- Candy House（ライブハウス）[要出典]
- めろでぃ市場（八百屋・産直）[要出典]
- オーハシミート（肉屋）[要出典]
- ハリウッド美容室（美容室）[要出典]
- 別大環境防災（事務所）[要出典]
- OKフードセンター（食品加工）[要出典]
- 竹本商店（こんにゃく製造）[要出典]
- コスモード（コインランドリー）[要出典]
- 月極駐車場[要出典]

## 過去に存在した主要テナント
- ダイエー別府店（総合スーパー、丸栄・ユニード時代から存在し2012年3月31日に撤退）[13]

### B-passage
- タマホーム別府店（日出展示場に統合後、現在はゆめタウン別府前に出店）[要出典]

### 旧北名店街
- 団子汁 松っちゃん（北名店街の廃止に伴い廃業）[要出典]
- ハーブテラス オンフルール[要出典]
- らん蘭別府店（JR九州フードサービス、Bパサ開店後は「豊後茶屋」に）[要出典]
- 日本食堂別府駅店（国鉄時代に存在）[要出典]
- 近鉄食堂別府駅店（1994年に撤退）[要出典]
- ミスターマックス別府駅店（旧「平野電機別府駅店」、1980年に社名変更後1999年に撤退）[要出典]
- コンビニエンス生活列車別府駅店（am/pmを経てファミリーマートに転換）[要出典]
- 豊和銀行別府駅構内支店（別府支店と統合、上野口町に移転）[要出典]
- 別府外国人観光客案内所（コンコースの総合観光案内所内とソルパセオ銀座入口の国際交流プラザに移転）[要出典]
- 関西汽船案内所[要出典]
- 亀の井バス定期観光バス案内所[要出典]

### 南駅ビル
- タイトーイン別府[要出典]
- ケンタッキーフライドチキン別府駅店（後にゆめタウンに出店したものの縮小を経て別府駅周辺からは再撤退）[要出典]

### BIS南館専門店街
- ビューシッククギミヤ（釘宮メガネ）別府駅店（近くの弥生銀天街に本店がある）[要出典]
- 英会話のジオス（NOVAに転換）[要出典]

## 交通アクセス

### 鉄道
- JR九州日豊本線 別府駅 直結。

### バス
- 亀の井バス・大分交通 別府駅前バスターミナル・別府駅西口バスターミナルよりすぐ。
  - 駅市場商店街の第2通り会・第3通り会は亀の井バス 流川8丁目バス停か流川6丁目バス停のほうが近い。

## 駐車場
- 別府駅北駐車場[要出典]
- 別府駅ビル駐車場[32]
- 別府駅南駐車場[32]
- べっぷ駅市場商店街契約駐車場[要出典]
- 別府駅北高架下月極駐車場[要出典]
- 別府駅北駐輪場（無料）[要出典]
- 別府駅西口駐輪場（無料）[要出典]

## 周辺の大型商業施設
- トキハ別府店
- ゆめタウン別府
- マルショク流川店

## その他
- 2005年から不定期で大分県内の民放テレビ局にてテレビCMが放映されているほか、新聞折り込み広告も出している。[要出典]
- 全街区共同で広告を出稿する場合は、総称して「別府駅商店街」の名称が用いられることがある。[要出典]
- 定期的に福引や演奏会、ダンスフェスティバルなどの催事やイベントも行われる。[要出典]
- 高架下商店街に出店する店舗により商店会「別府民衆駅商店連合会」が結成されており、商店会にはモンテローザなどの出店大手企業も加入している。[要出典]
- 北高架商店街は1990年代末より半分以上が空き店舗となっていたが、2011年からギャラリーやカフェの出店が相次ぎ、アートイベントの会場となることもある。2013年9月には数十年ぶりに空き店舗が解消された[33][34]。